# Cabinet Vogel IV (Rhénanie-Palatinat)
Pour les articles homonymes, voir Cabinet Vogel.
Land de Rhénanie-Palatinat
Vogel III Wagner
Le cabinet Vogel IV (en allemand : Kabinett Vogel IV) est le gouvernement du Land de Rhénanie-Palatinat, entre le 23 juin 1987 et le 8 décembre 1988, durant la onzième législature du Landtag.

## Composition
- Les nouveaux ministres sont indiqués en gras, ceux ayant changé d'attributions en italique.

| Fonction                                                   | Titulaire | Titulaire          | Parti |
| ---------------------------------------------------------- | --------- | ------------------ | ----- |
| Ministre-président                                         |           | Bernhard Vogel     | CDU   |
| Vice-ministre-président Ministre des Finances              |           | Carl-Ludwig Wagner | CDU   |
| Ministre des Affaires fédérales                            |           | Albrecht Martin    | CDU   |
| Ministre de l'Intérieur et des Sports                      |           | Rudi Geil          | CDU   |
| Ministre de la Justice                                     |           | Peter Caesar       | FDP   |
| Ministre des Affaires sociales et de la Famille            |           | Ursula Hansen      | CDU   |
| Ministre de l'Agriculture, de la Viticulture et des Forêts |           | Dieter Ziegler     | CDU   |
| Ministre de l'Économie et des Transports                   |           | Rainer Brüderle    | FDP   |
| Ministre de l'Éducation                                    |           | Georg Gölter       | CDU   |
| Ministre de l'Environnement et de la Santé                 |           | Hans-Otto Wilhelm  | CDU   |